# Nicholas Reeves
Carl Nicholas Reeves (* 28. September 1956) ist ein englischer Ägyptologe, der sich überwiegend mit der Amarna-Zeit und dem Tal der Könige beschäftigt. Einem breiten Publikum ist er vor allem durch seine Bücher The complete Tutankhamun. The king, the tomb, the royal treasure und Das Tal der Könige. Geheimnisvolles Totenreich der Pharaonen, das er zusammen mit Richard H. Wilkinson herausgab, bekannt.

## Biografie
Nicholas Reeves ist das einzige Kind des Fotografen Arthur Raymond Reeves und Elizabeth Reeves.
Er begann 1975 das Studium der Alten Geschichte am University College London und schloss 1978 mit dem Bachelor of Arts (First Class Honours) ab. 1980 folgte ein Aufbaustudium an der University of Durham und er machte 1984 seinen Doktor in Ägyptologie. 1978 erhielt Reeves das Douglas Murray Scholarship in Egyptian Archeology für seine Ausgrabungsarbeiten in Grab KV55 im Tal der Könige, 1979–1980 erhielt er das Flinders Petrie Scholarship in Egyptian Archeology für seine Arbeit in Amarna und 1983 den ad hoc award des University of Oxford Wainwright Fund für seine Arbeit am Grab des Tutanchamun.
Von 1984 bis 1991 war Reeves Kurator in der Ägyptischen Abteilung des British Museum. Außerdem war er von 1988 bis 1998 Kurator der ägyptischen Sammlung in Highclere Castle, Hampshire, des 7. Earl of Carnarvon, sowie Berater für die Ägyptische Abteilung des Freud Museum in London. Von 2000 bis 2010 war er Kurator der Antikensammlung des Eton College. 2003 bis 2007 war er Direktor der Sammlung des The Denys Eyre Bower Bequest in Chiddingstone Castle. Von 2010 bis 2011 arbeitete er zunächst als Fellow im Metropolitan Museum of Art in New York und war dort anschließend bis 2014 als Kurator (Lila Acheson Wallace Associate Curator of Egyptian Art) in der Ägyptischen Abteilung tätig. Seit Herbst 2014 ist Reeves UIR Residential Scholar an der School of Anthropology der University of Arizona sowie Senior Egyptologist der ägyptischen Expedition der University of Arizona.
Seit 1994 ist er Mitglied in der Society of Antiquaries of London. Reeves war von 1998 bis 2002 Leiter des Amarna Royal Tombs Projects (ARTP) im Tal der Könige.

## Weitere Tätigkeiten
Nicholas Reeves war außerdem Organisator verschiedener Konferenzen zum Thema des „Alten Ägypten“, so beispielsweise 1990 von After Tutankhamun auf Highclere Castle. Gastgeber dieses großen, zweitägigen Zusammentreffens war der 7. Earl of Carnarvon. Für die etwa 150 internationalen Teilnehmer war nicht nur die Besichtigung der ägyptischen Sammlung von Highclere Castle möglich, sondern auch die von einer Auswahl an Stücken, die aus der Sammlung des britischen Königshauses extra dafür zur Verfügung gestellt wurden. Vorlesungen zu Arbeiten im Tal der Könige wurden unter anderem von Donald P. Ryan, Jirō Kondō, Claude Vandersleyen, Marianne Eaton-Krauss, Erik Hornung, Kent R. Weeks, Hartwig Altenmüller, Friedrich Abitz oder John H. Taylor gehalten.
1988 war Reeves zudem archäologischer Korrespondent für den Daily Telegraph und 2000 Gründungsherausgeber der Duckworth Egyptology Series, heute Bloomsbury Academic bei Bloomsbury Publishing. Hier ist Nicholas Reeves weiterhin für den Bereich verantwortlich. Im Rahmen dieser Serie erschienen unter anderem Nachdrucke von Theodore M. Davis: The Tomb of Hatshopsîtû, The Tomb of Queen Tiyi oder The Tomb of Harmhabi and Touatânkhamanou, zu denen er die Vorworte schrieb. 2014 folgte ebenfalls bei Bloomsbury Publishing eine Neuauflage der drei Bände The Tomb of Tutankhamun von Howard Carter, seinerzeit in Kooperation mit Arthur C. Mace veröffentlicht, mit seinem Vorwort.

## Kontroversen
Ab 2002 wurden Reeves Ausgrabungsarbeiten in Ägypten untersagt, da es Gerüchte von Antiquitätenschmuggel gab. Nach einer dreijährigen Untersuchung wurde sein Ruf, nach Anschuldigung den Supreme Council of Antiquities, der seinerzeit unter der Führung von Zahi Hawass stand, in Kairo am 7. August 2005 wiederhergestellt.

## Veröffentlichungen (Auswahl)
- Durham E-Thesis: Studies in the archaeology of the Valley of the Kings: with particular reference to tomb robbery and the caching of the royal mummies. 1984. Abgerufen am 30. Dezember 2017.
- Durham E-Thesis: Notes to text. Studies in the archaeology of the Valley of the Kings. 1984. Abgerufen am 30. Dezember 2017.
- Tutankhamun. Pocket guide. Routledge & Kegan, London 1987, ISBN 0-7103-0262-2.
- Ancient Egypt at Highclere Castle. Lord Carnarvon and the search for Tutankhamun. Highclere Castle, Newbury 1989, ISBN 0-9514806-0-X.
- The complete Tutankhamun. The king, the tomb, the royal treasure. Thames & Hudson, London u. a. 1990, ISBN 0-500-05058-9.
- Valley of the Kings. The decline of a royal necropolis. Kegan Paul, London u. a. 1990, ISBN 0-7103-0368-8.
- mit Nan Froman: Into the mummy’s tomb. The real-life discovery of Tutankhamun’s treasures. Scholastic / Madison Press, Toronto 1992, ISBN 0-590-45752-7.
  - deutsch: Das Grab des Tutenchamun. Tessloff u. a., Nürnberg u. a. 1993, ISBN 3-7886-0599-5.
- mit John H. Taylor: Howard Carter before Tutankhamun. British Museum Press, London 1992, ISBN 0-7141-0952-5.
- als Herausgeber: After Tut‘ankhamūn. Research and excavation in the royal necropolis at Thebes. Kegan Paul, London u. a. 1992, ISBN 0-7103-0406-4.
- mit Richard H. Wilkinson: The complete Valley of the Kings. Tombs and treasures of Egypt’s greatest Pharaohs. Thames & Hudson, London u. a. 1996, ISBN 0-500-05080-5.
  - deutsch: Das Tal der Könige. Geheimnisvolles Totenreich der Pharaonen. ECON, Düsseldorf 1997, ISBN 3-430-17664-6.
- mit Stephen Spurr und Stephen Quirke: Egyptian art at Eton College. Selections from the Myers Museum. Metropolitan Museum of Art u. a., New York (NY) u. a. 1999, ISBN 0-87099-921-4.
- Ancient Egypt. the great discoveries. A year-by-year chronicle. Thames & Hudson, London 2000, ISBN 0-500-05105-4.
  - deutsch: Faszination Ägypten. Die großen archäologischen Entdeckungen von den Anfängen bis heute. Frederking & Thaler, München 2001, ISBN 3-89405-430-1.
- Akhenaten. Egypt’s false prophet. Thames & Hudson, London 2001, ISBN 0-500-05106-2.
  - deutsch: Echnaton. Ägyptens falscher Prophet (= Kulturgeschichte der Antiken Welt. Band 91). von Zabern, Mainz 2002, ISBN 3-8053-2828-1.
- Tutankhamun’s tomb. Constable, London 2005, ISBN 1-84119-738-6.
- The complete Tutankhamun. Thames & Hudson, London 2022, ISBN 978-0-500-05216-7.